# 赤出川浩道
赤出川 浩道（あかいでがわ ひろみち、1950年11月4日 - ）は、東京都出身の元俳優。プロダクション・エル所属。本名、赤出川 道広（あかいでがわ みちひろ）。埼玉県立浦和商業高等学校卒業。
2011年から映像コンテンツ権利処理機構に連絡のとれない権利者として掲載されている。

## 出演

### テレビ
- 津軽三味線よされぶし
- 男!あばれはっちゃく
- 爆走! ドーベルマン（1980年）
- 御宿かわせみ（1980年）
- 仮面ライダースーパー1
- 太陽にほえろ!（1980年、第408回）
- 非情のライセンス（1980年）
- 春の翳（1981年）
- 名古屋・女子大生誘拐殺人事件（1981年）
- 超高層ホテル殺人事件（1982年）
- 第三の女（1982年）
- ザ・ヤジキタ（1982年）

### CM
- 大正製薬